# Garcinia fagraeoides
Trai, trai lý hay rươi (danh pháp: Garcinia fagraeoides) là một loài thực vật có hoa trong họ Bứa. Loài này được A.Chev. mô tả khoa học đầu tiên năm 1918.